# Вяйке-Рообімаа
Вя́йке-Ро́обімаа (ест. Väike-Roobimaa järv) — природне озеро в Естонії, у волості Ляене-Сааре повіту Сааремаа.

## Розташування
Вяйке-Рообімаа належить до Західно-острівного суббасейну Західноестонського басейну.
Озеро лежить на південний схід від села  Метсапере.
Акваторія водойми входить до складу заказника Карала-Пілґузе (Karala-Pilguse hoiuala).

## Опис
Загальна площа озера становить 5,4 га. Довжина берегової лінії — 1 834 м.